# Groß Escherde
Groß Escherde ist ein Dorf und östlicher Ortsteil der Gemeinde Nordstemmen im niedersächsischen Landkreis Hildesheim.

## Geographie
Groß Escherde liegt an der Bundesstraße 1 zwischen der Stadt Hildesheim und dem Gemeindezentrum. Nachbarortschaften sind im Norden Klein Escherde, im Osten Emmerke und westlich Heyersum. Südlich erhebt sich der Hildesheimer Wald.

## Geschichte
Der Ortsname leitet sich von Hesschehirithi über Hesserthe, Escherte zu Escherde ab. Im Jahre 1203 stiftete Lippold von Escherte die Kirche und vier Hofstellen seines Gutes Escherte für die Gründung eines Benediktinerinnenklosters. Das Kloster wurde 1236 in das noch heute bestehende, ruhiger am Hildesheimer Wald gelegene Haus Escherde verlegt. Mit der ersten Erwähnung von Klein Escherde („in parvo Escherde“) ist im Jahr 1258 auch das Vorhandensein des zweiten Ortes mit diesem Namen im Hochstift Hildesheim belegt. Ein romanisches Türbogenfeld im Inneren der heutigen Groß Escherder Kirche erinnert an den mittelalterlichen Bau, der 1891 wegen Baufälligkeit abgebrochen wurde.

### Eingemeindungen
Im Zuge der Gebietsreform in Niedersachsen verlor die Gemeinde Groß Escherde am 1. März 1974 ihre politische Selbständigkeit und wurde ein Ortsteil der Gemeinde Nordstemmen.

### Einwohnerentwicklung
| Jahr | Einwohner | Quelle |
| ---- | --------- | ------ |
| 1910 | 382       | [ 4 ]  |
| 1925 | 381       | [ 5 ]  |
| 1933 | 334       | [ 5 ]  |
| 1939 | 339       | [ 5 ]  |
| 1950 | 719       | [ 6 ]  |
| 1956 | 626       | [ 6 ]  |
| 1973 | 734       | [ 1 ]  |
| 2015 | 621       | [ 7 ]  |
| 2020 | 636       | [ 2 ]  |

|  |

## Politik

### Ortsrat
Der Ortsrat von Groß Escherde setzt sich aus einer Ratsfrau und sechs Ratsherren folgender Parteien zusammen:
- SPD: 2 Sitze
- CDU: 2 Sitze
- Parteilose: 3 Sitze

(Stand: Kommunalwahl 11. September 2016)

### Ortsbürgermeister
Der Ortsbürgermeister ist Gerald Ludewig (SPD). Sein Stellvertreter ist Armin Rettig (parteilos).

### Wappen
| Wappen von Groß Escherde | Blasonierung: „Auf rotem Wappenschild liegen zwei aufgerichtete goldene Schlüssel mit nach außen gerichteten Bärten.“ |
| Wappen von Groß Escherde | Wappenbegründung: Das im Jahre 1203 durch Lippold von Escherde an seinem Stammsitz Groß Escherde begründete Kloster ward bereits im Jahre 1236 nach dem Dorfe Bovingehusen, dem heutigen Haus Escherde, verlegt, wo es bis 1810 bestand. Das an den Toren des Klosters angebrachte Wappen seines Stifters ist die Grundlage für das Wappen der Gemeinde Groß-Escherde. Die Schlüsseln stehen für das Symbol der Eigenständigkeit und der Verantwortung für ihre Verwaltung. Das Wappen wurde bis zur Eingemeindung nach Nordstemmen im Dienstsiegel von Groß Escherde geführt. |

## Kultur und Sehenswürdigkeiten
Bauwerke

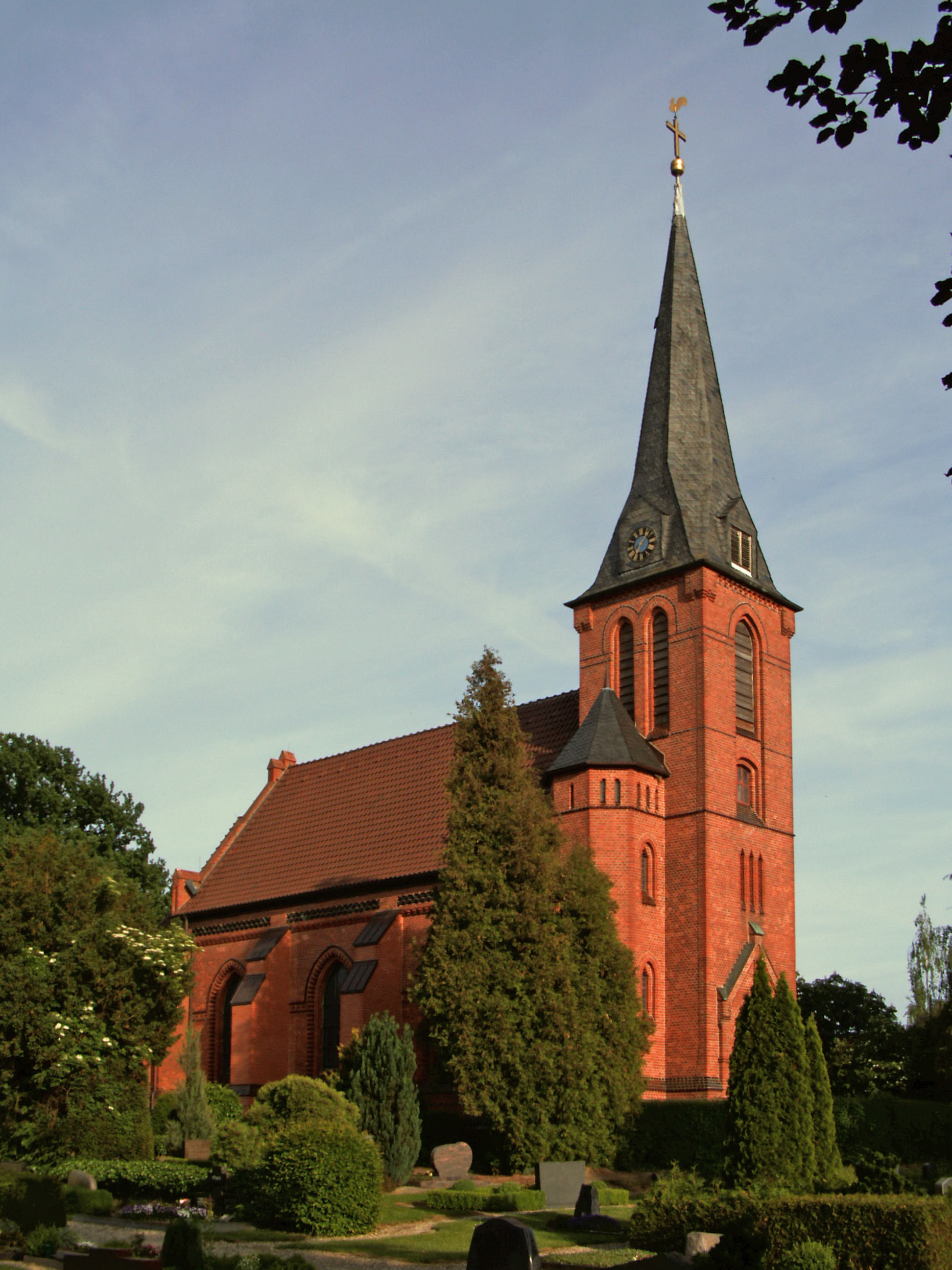
St.-Johannes-Kirche
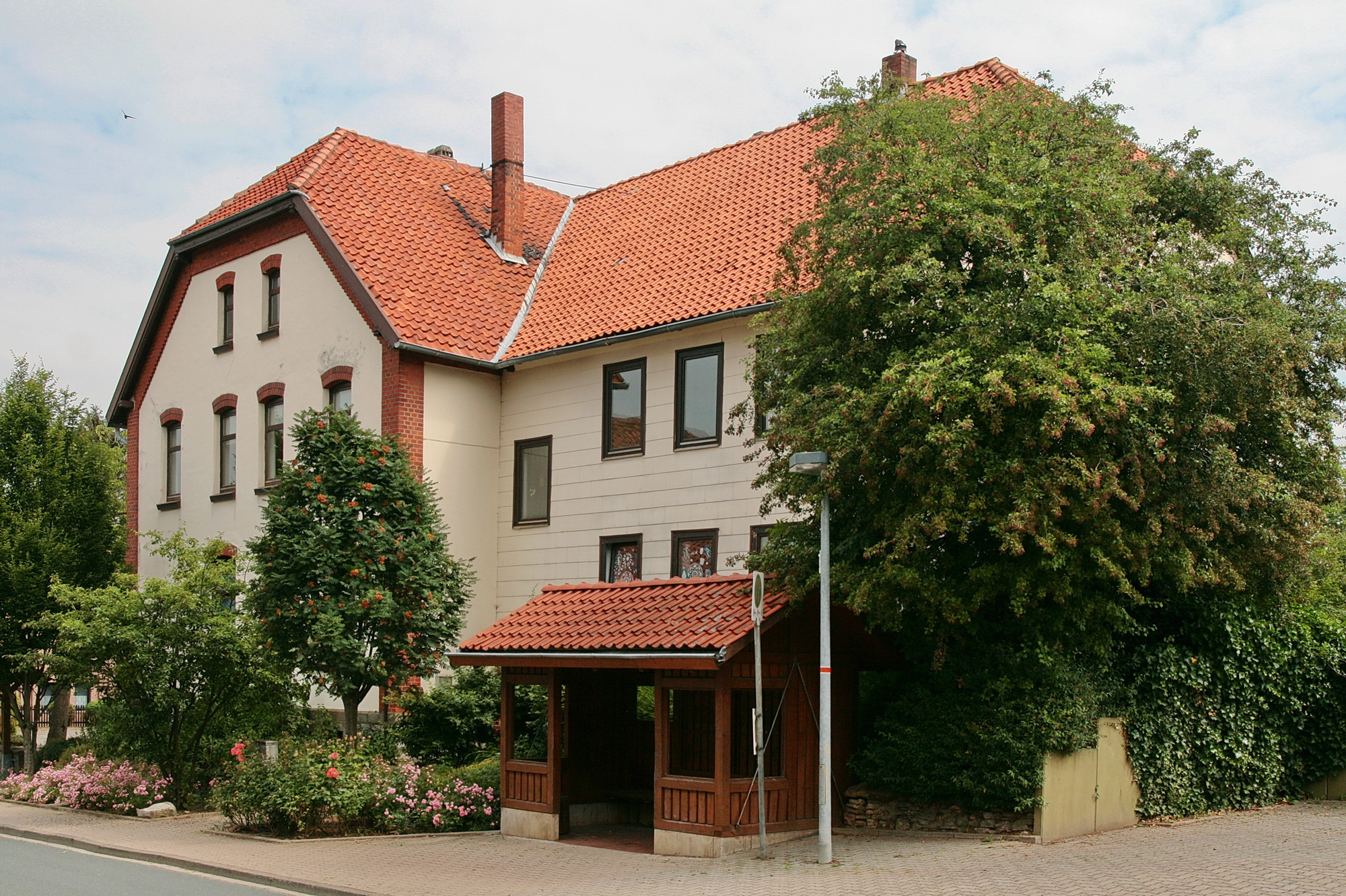
Bürgerhaus

- St.-Johannes-Kirche
- Bürgerhaus

## Persönlichkeiten
- Walter Horstmann (1935–2015), Fußballschiedsrichter